# Église Saint-Martin de Séniergues
L'église Saint-Martin de Séniergues est une église catholique située à Séniergues, dans le département du Lot, en France.

## Historique
L'église a été construite à la fin du XIIe siècle ou du début du XIIIe siècle. L'église était dédiée à saint Julien de Brioude et a été l'église principale de la paroisse avant la fondation de la bastide de Montfaucon, à la fin du XIIIe siècle.
L'église a été surélevée d'un niveau servant de refuge pendant la guerre de Cent Ans, dès le XIVe siècle ou au début du XVe siècle, si la surélévation est contemporaine de la réfection de la fenêtre du bras sud du transept. Les restes des corniches permettent de restituer la hauteur initiale.
L'église a été incendiée pendant les guerres de religion.
Le portail, néo-classique, est daté de 1834.
L'édifice est classé au titre des monuments historiques en 1974.
Plusieurs objets sont référencés dans la base Palissy.

## Description

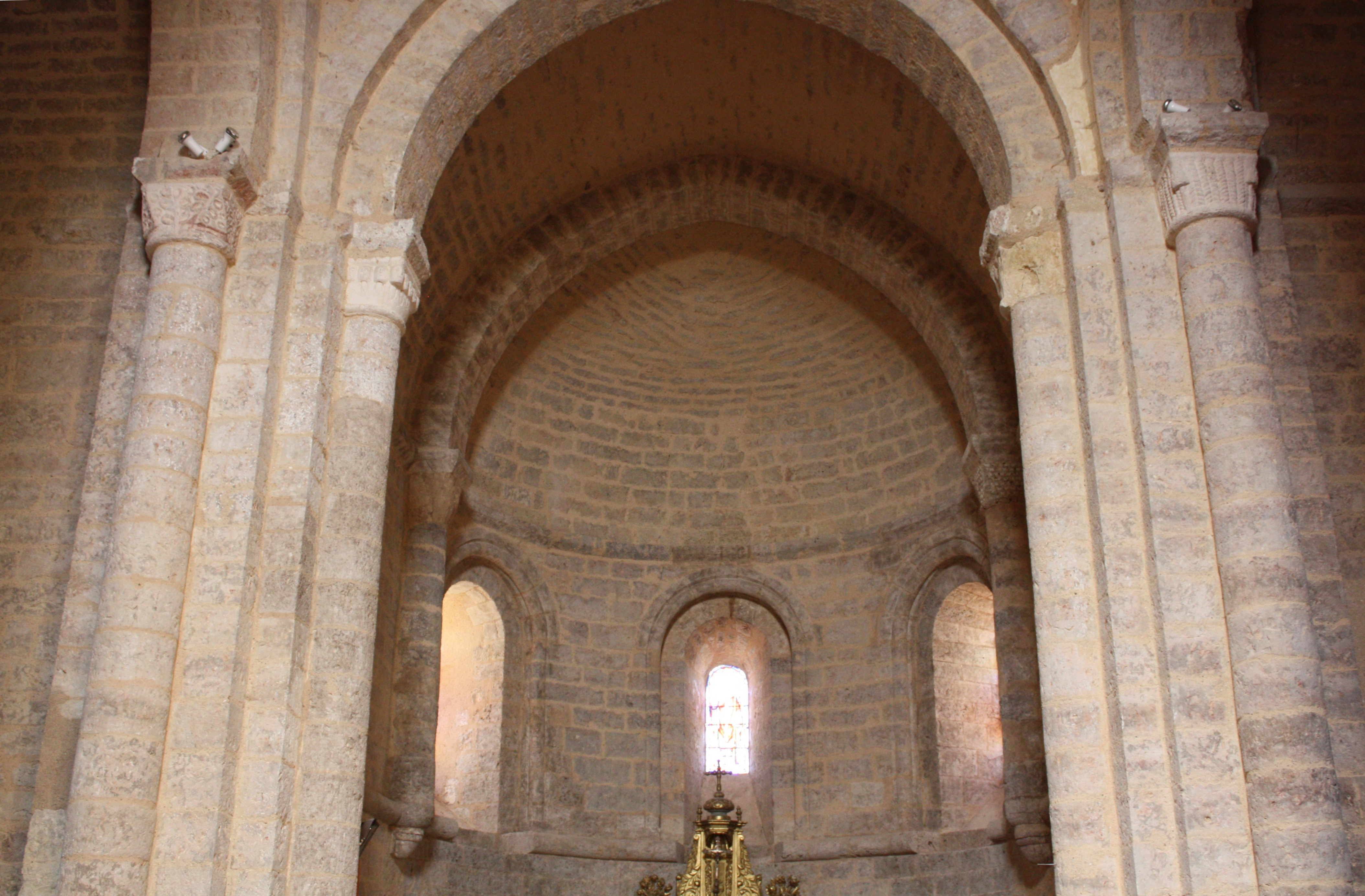
Intérieur.

L'édifice a un plan cruciforme, avec une nef très courte, ayant les mêmes dimensions que les bras du transept, et une abside semi-circulaire dont les contreforts supportent une surélévation de plan polygonal. 
L'abside est voûtée en cul-de-four. Le reste de l'église est voûté en berceau brisé. La croisée du transept est couverte d'une coupole octogonale sur pendentif.
Les chapiteaux sont sculptés d'une série de têtes, d'une figure humaine, d'un motif de triangles empilés ou de feuillages schématiques.